# Мъркюри-Атлас 3

## Цели
Мисията Мъркюри-Атлас 3 (МА-3) (на английски: Mercury-Atlas 3) e част от програма „Мъркюри“. Планирано е извършване на първи орбитален космически полет с ракетата-носител Атлас D, неин четвърти старт в програмата.

## Полетът
Капсулата е напълно оборудвана за пилотиран космически полет с изключение на астронавта. След старта ракетата-носител успява да ускори само до 70 % от мощността си и не излиза на правилната траектория. Оценявайки ситуацията като аварийна, се задейства системата за аварийно спасяване (САС). След около 40 секунди наземният контрол подава команда за самоунищожение на ракетата. Това става на около 5 км височина, на достатъчно разстояние, за да не се разруши стартовата площадка. Двигателите на САС извеждат капсулата на височина около 7 км, когато се задейства парашутната система и корабът се приводнява в Атлантическия океан, на около 1,8 км северно от стартовата площадка. Капсулата е успешно спасена и е установено, че е понесла само драскотини. Тя е върната в Дъглас Еъркрафт за оглед и ремонт и. Впоследствие същата капсула лети и по време на мисия Мъркюри-Атлас 4.